# Silja Lehtinen
Silja Lehtinen (* 5. November 1985 in Helsinki) ist eine ehemalige finnische Seglerin.

## Erfolge
Silja Lehtinen belegte bei den Olympischen Spielen 2008 in Peking in der Bootsklasse Yngling den elften Platz. An den Olympischen Spielen 2012 in London nahm sie mit Silja Kanerva und Mikaela Wulff als Crewmitglieder in der Bootsklasse Elliott 6m teil. In der im Match Race ausgetragenen Regatta qualifizierte sich das finnische Boot als Fünfter der Gruppenphase für das Viertelfinale. Nach einem Sieg gegen das US-amerikanische Boot unterlagen die Finninnen Australien, setzten sich im abschließenden Duell um die Bronzemedaille aber gegen Russland durch. Im selben Jahr wurde sie in Göteborg in dieser Bootsklasse mit Kanerva und Wulff Weltmeisterin, nachdem sie 2008 noch Bronze gewonnen hatte.